# محطة رأس الخير لتحلية المياه وإنتاج الطاقة
محطة رأس الخير لتحلية المياه وإنتاج الطاقة هي محطة لتوليد الطاقة الكهربائية وتحلية المياه تقع في مدينة رأس الخير الصناعية في الساحل الشرقي من السعودية. تشغل المحطة من قبل الهيئة السعودية للمياه. بدأت المحطة بالعمل في أبريل من العام 2014 وفي يناير من العام 2017 أصبحت أكبر محطة لتحلية المياه في العالم. يشمل المشروع محطة توليد كهرباء قادرة على إنتاج 2400 ميغاواط من الكهرباء. في 2015 فازت بجائزة جوائز المياه العالمية.